# Cryptus scaber
Cryptus scaber là một loài tò vò trong họ Ichneumonidae.